# Zacycloptera atripennis
Zacycloptera atripennis är en insektsart som beskrevs av Andrew Nelson Caudell 1907. Zacycloptera atripennis ingår i släktet Zacycloptera och familjen vårtbitare. Inga underarter finns listade i Catalogue of Life.